# Get a Clue

Bìa phim "Get a clue'

Get a Clue là một bộ phim của Kênh truyền hình Disney vào năm 2002. Đạo diễn phim là Maggie Greenwald, kịch bản Alan Sanko.

## Nội dung
Phim kể về Alexandra Gold, biệt danh Lexy là con nhà khá giả, cả đời sống ở khu thượng lưu Manhattan. Cô là 1 nữ sinh viết báo lá cải vô danh trong trường trung học Millington (New York). Nhưng sau khi cô đặt một vài giáo viên vào tầm ngắm thì đột nhiên một trong số họ bị mất tích. Với sự hỗ trợ của bạn bè và em gái, cô quyết tâm điều tra vụ này.
Đang chẳng có gì nổi bật, tự dưng Lexy đã khiến cả trường ngỡ ngàng khi có bài đăng trên một tờ nhật báo danh tiếng Daily Examiner. Cô đã viết về chuyện tình giữa thầy Orlando Walker (Ian Gomez) và cô Dawson (Amanda Plummer), thậm chí có kèm cả ảnh. Mọi chuyện đã bắt đầu rắc rối.
Đầu tiên là chuyện căng thẳng giữa thầy Walker với giám thị Stern, rồi đến vụ cãi vã giữa thầy với cô Dawson. Thầy Walker biến mất, mâu thuẫn được đẩy lên đến đỉnh điểm khi có 1 vụ việc bí ẩn: xe của thầy bị kẻ nào đó đẩy xuống con sông trong thành phố, buộc cảnh sát phải vào cuộc. Lexy tự thấy mình không thể ngồi yên trước vụ việc này, cô rủ Jack Downey (Bug Hall) - biên tập viên của tờ báo trường, bạn thân Jennifer (Brenda Song) và Gabe (Ali Mukaddam) - cậu bạn sống đối diện nhà cô Dawson tham gia điều tra.
Với sự hỗ trợ về mặt kỹ thuật từ phía cô em gái 'thần đồng' của Lexy, bộ tứ chia làm hai mũi, Lexy và Jack đến Brooklyn đột nhập vào nhà thầy Walker thu thập dấu vết, Gabe và Jennifer phụ trách giám sát hoạt động ở nhà cô Dawson qua camera. Cuộc điều tra đạt được kết quả khá mĩ mãn với nhiều tình tiết, nhân vật mới trong câu chuyện. Từ những manh mối đó, bốn thám tử nhí đã phăng ra một vụ án ngoài sức tưởng tượng của bọn trẻ và giải cứu cho người giáo viên đáng thương và tìm ra được câu trả lời chính xác cho những điều khó hiểu bấy lâu nay.

## Diễn viên, nhân vật
- Lindsay Lohan... Lexy
- Bug Hall... Jack
- Ian Gomez... Mr. Walker
- Brenda Song... Jen
- Ali Mukaddam... Gabe
- Dan Lett... Frank
- Amanda Plummer... Miss Dawson
- Charles Shaughnessy... Detective Meany/Falco
- Kim Roberts... Mrs. Stern
- Eric Fink... Mr. Goldblum
- Tommy D.... Homos!
- Jennifer Pisan... Taylor
- Judy Sinclair, Marilyn Boyle... Ladies
- Keenan MacWilliam... Karen
- Sugith Varughese... Homeless man/Eikaro
- Suzanne Cyr... Carole
- Roger Dunn... Conference director
- Sylvia Lennick... Mrs. Petrossian
- Brittany Ali, Ashley Newbrough... Students
- Cheryl MacInnis... Mrs. Sommerville
- Don Ritchie... Principal Willis
- Timm Zemanek... Mr. Greenblatt
- Gerry Quigley... Detective Potter
- Edie Inksetter... Sales clerk
- Catherine McNally... Ellen
- Gina Vasic... Mrs. Jenrette
- Hazel Gorin... Gilda, quản gia
- Bubba... Bảo vệ khách sạn
- Regan Moore... Bồi bàn
- Ermes Blarasin, Angelica Lisk... Những người đầu bếp
- Brittney Banks... Người giúp việc